# Rafael Ferrando
Pour les articles homonymes, voir Ferrando.
Rafael Ferrando est un astronome amateur espagnol né en 1966.
Le Centre des planètes mineures le crédite de la découverte de deux cent trente sept astéroïdes numérotés, découvertes effectuées entre 2001 et 2010, dont trente huit avec la collaboration de Mizar Ferrando.
L'astéroïde (161545) Ferrando a été nommé d'après lui.

## Astéroïdes découverts
| (34854) Paquifrutos     | 13 octobre 2001   |
| (64553) Segorbe         | 24 novembre 2001  |
| (72827) Maxaub          | 23 avril 2001     |
| (78071) Vicent          | 1er juin 2002     |
| (88470) Joaquinescrig   | 26 août 2001      |
| (90140) Gómezdonet      | 28 décembre 2002  |
| (90414) Karpov          | 19 décembre 2003  |
| (107223) Ripero         | 21 janvier 2001   |
| (108113) Maza           | 14 avril 2001     |
| (109097) Hamuy          | 19 août 2001      |
| (112656) Gines          | 12 août 2002      |
| (113388) Davidmartinez  | 28 septembre 2002 |
| (125476) Frangarcia     | 27 novembre 2001  |
| (128474) Arbacia        | 7 août 2004       |
| (376574) Michalkusiak   | 19 janvier 2007   |
| (542926) Manteca        | 4 août 2007       |
| (551233) Miguelanton    | 23 août 2006      |
| (552888) Felixrodriguez | 5 novembre 2010   |